# Ständige Vertretung der Ukraine bei der Europäischen Union
Die Ständige Vertretung der Ukraine bei der Europäischen Union in Brüssel ist die Ständige Vertretung der Ukraine bei der Europäischen Union in Belgien. Sie hat den Status einer Auslandsvertretung und ihren Sitz in der Avenue Louis Lepoutre 99–101 in der Brüsseler Vorstadt Ixelles/Elsene.

## Geschichte

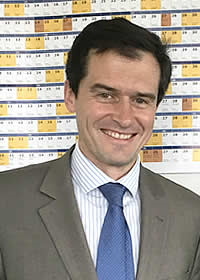
Vsevolod Chentsov (deutsch: Wsewolod Tschentschow), Ständiger Vertreter

Nach dem Zerfall der Sowjetunion erklärte sich die Ukraine im August 1991 für unabhängig. Die diplomatischen Beziehungen zur Europäischen Union wurden im Dezember 1991 aufgenommen. Die Botschaft in Brüssel wurde 1992 eröffnet, ihren eigenen Sitz erhielt die Vertretung 1996. Der erste Ständige Vertreter war der Botschafter in Belgien Wolodymyr Wassylenko.
Die seit 1993 bestehende Delegation der Europäischen Kommission wurde 2009 in die Delegation der Europäischen Union für die Ukraine umgewandelt. Sitz ist Kiew.

## Gebäude der Ständigen Vertretung in Brüssel

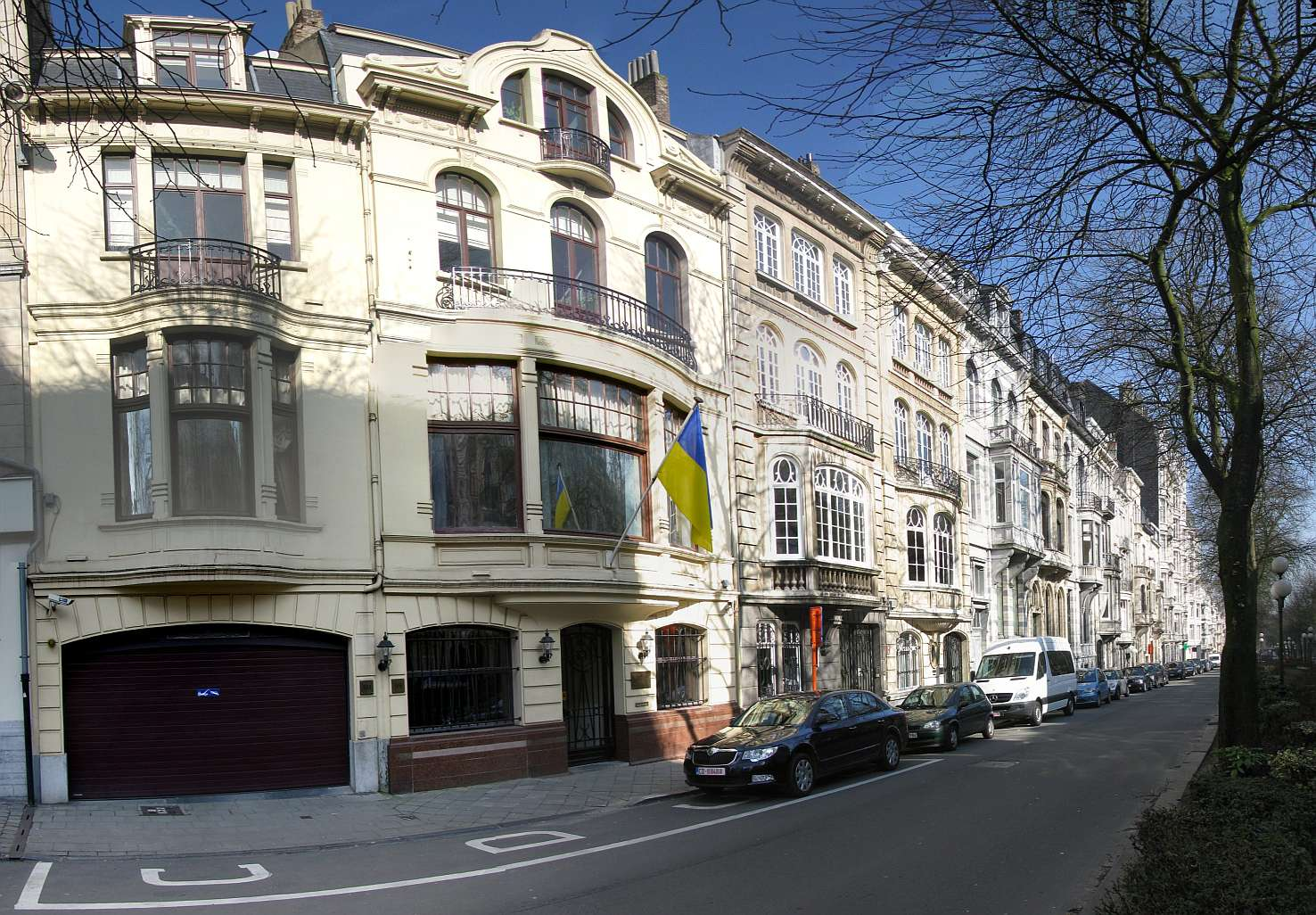
Die Ständige Vertretung hat ihren Sitz in der Avenue Louis Lepoutre/Louis Lepoutrelaan 99–101

Die Ständige Vertretung der Ukraine bei der Europäischen Union hat ihren Sitz in der Avenue Louis Lepoutre/Louis Lepoutrelaan 99–101 im Süden der belgischen Hauptstadt.

## Weitere Vertretungen der Ukraine in Belgien
- Ukrainische Botschaft in Brüssel
  - Konsularabteilung der Botschaft der Ukraine in Brüssel
- Ständige Vertretung der Ukraine bei der NATO im Manfred Wörner Building des NATO-Hauptquartiers in Brüssel

## Ständige Vertreter der Ukraine bei der Europäischen Union
- Wolodymyr Wassylenko (Botschafter, 1992–1995)
- Ihor Mitjukow (1995–1997)
- Borys Hudyma (1997–2000)
- Roman Schpek (2000–2008)
- Andrij Wesselowskyj (2008–2010)
- Kostjantyn Jelissjejew (2010–2015)
- Ljubow Nepop (in Vertretung, 2015–2016)
- Mykola Totschyzkyj (Botschafter, 2016–2021)
- Vsevolod Chentsov (2021-)